# Stipa zaissanica
Stipa zaissanica är en gräsart som beskrevs av Kotukhov. Stipa zaissanica ingår i släktet fjädergrässläktet, och familjen gräs. Inga underarter finns listade i Catalogue of Life.